# Therese
Therese è il secondo dei due unici romanzi di Arthur Schnitzler, dopo Verso la libertà. È stato pubblicato nel 1928, quando lo scrittore aveva superato i sessant'anni. La storia ci porta nell'Austria di fine secolo, dove nuovi e più liberi costumi, si scontrano con le tradizioni oppressive e spietate dell'Impero austro-ungarico, ormai prossimo alla dissoluzione. Therese Fabiani, nata "bene" da una famiglia di militari, la cui madre è una nobile croata, sia pur decaduta, finisce in miseria dopo aver passato una vita ad accudire i figli altrui, a causa di una colpa che lei stessa giudica irredimibile: un figlio indesiderato che non ha mai conosciuto il padre.

## Origine
Scritto tra Gioco all'alba - (Spiel im Morgengrauen), 1927 e Giovinezza a Vienna - (Jugend in Wien), Therese è uno dei romanzi di Schnitzler. In questo periodo lo scrittore è profondamente turbato dagli scandali e dai procedimenti giudiziari seguiti alla rappresentazione di Girotondo, ma confortato anche dal successo delle ultime grandi novelle: La signorina Else, Doppio sogno, e - appunto - del secondo e ultimo romanzo: Therese - Cronaca di una vita di donna.

## Struttura
È considerato un romanzo "naturalista", alla Émile Zola, anche in contrapposizione con le sue produzioni "simboliste" e psicoanalitiche. Schnitzler indica correttamente perfino l'indirizzo postale di Teresa: Vienna, Wagner Gasse 74, al secondo piano. L'azione si svolge tra Salisburgo e Vienna - con frequenti divagazioni in luoghi di villeggiatura sui laghi e nella campagna austriaca - nel periodo compreso tra il 1885 e il 1913. In uno degli appunti per il suo primo romanzo "Verso la libertà" nel 1908 scriveva: "vedo immagini in movimento, provenienti da diversi ambienti sociali, che si srotolano davanti ai miei occhi". La frase vale anche venti anni dopo per Therese.

## Personaggi principali
- Therese Fabiani - Protagonista eponima, per tutta la vita alleva i figli degli altri ed è costretta a odiare il suo, che sente come una zavorra insopportabile.
- Alfred Nüllheim - Amico d'infanzia, sposerebbe Therese che lo rifiuta. Restano amici, fa una discreta carriera come medico e - quando Therese è in difficoltà - cerca di soccorrerla.
- Karl Fabiani (poi Faber) - Fratello di Therese, freddo e calcolatore, fa carriera come membro del partito nazista, cerca in tutti i modi di dissociarsi dalla famiglia, fino al punto di cambiare il proprio cognome Fabiani, di origine italiana, nel più germanico e virile Faber.
- Jules Fabiani-Halmos - Madre di Therese, figlia di aristocratici croati (la Croazia faceva parte dell'Impero austro-ungarico), è una casalinga svogliata e una madre distratta. Scopre in sé una vena di talento letterario. Scrive romanzi sentimentali e, un po' alla volta, ottiene un discreto successo. Per ispirarsi ruba la corrispondenza amorosa della figlia.
- Franz - Figlio di Therese, delinquente nato. Un personaggio a tema: "il figlio non amato" di Freud[5]. Inizia la carriera con piccoli furti quando non ha nemmeno dieci anni. La madre lo butta in strada ma lui torna sempre a chiedere soldi e ricovero. Quando Therese eredita una piccola somma, Franz ne esige una parte. Al suo rifiuto la uccide.
- Conte Benkheim - Anziano signore, della piccola nobiltà di provincia, con beni al sole. Chiede la mano di Therese quando lei ha diciotto anni. Therese rifiuta, accusando in cuor suo la madre, di averla "venduta". Se ne pentirà.
- Kasimir Tobisch - Padre di Franz, musicista e girovago, seduce Therese quando questa, sperduta e solitaria, giunge a Vienna. Therese resta incinta, lui scompare, lei lo cerca in tutte le case dove si sono incontrati. Nessuno lo conosce. Lo incontrerà solo alla fine, in un piccolo circo. È talmente in malarnese che Therese non gli rivela nemmeno l'esistenza di suo figlio.
- Wohlschein - Ultimo amante di Therese. Un bravo vedovo che si impegna a sposarla a Pentecoste. Muore prima di Pasqua.

## Trama

### Salisburgo, l'amore
Quando il padre, un - Oberstleuntnant - Tenente colonnello dell'Imperial regio Esercito austro-ungarico, di origini italiane - viene collocato anticipatamente in pensione, la famiglia Fabiani si trasferisce da Vienna a Salisburgo. Therese conosce Alfred Nüllheim, un compagno di scuola del fratello Karl. Inizia una relazione platonica con Alfred, sotto lo sguardo benevolo e distratto dei genitori di lei. In casa Fabiani però, accadono fattarelli poco chiari che - nella piccola città - non tardano a creare, intorno a Therese e alla sua famiglia, una fama di ambiguità. Ospiti velate escono a tarda notte, accompagnate da ufficiali travisati in grandi mantelli; il padre inizia a vaneggiare, credendosi sul punto di essere reintegrato nell'esercito, con il grado di generale. Alfred, un po' spaventato e un po' respinto da Therese, si trasferisce a Vienna per completare gli studi in psicanalisi. Chiede all'amata di aspettarlo e di scrivergli ogni giorno. Therese si mostra piuttosto fredda e accoglie le lettere di lui con sufficienza e sarcasmo. Nel frattempo la depressione del padre peggiora e quando, ubriaco, in una bettola, inizia a inveire contro il governo, viene rinchiuso in manicomio. La situazione economica della famiglia declina rapidamente. La madre discende dalla vecchia aristocrazia croata (che allora faceva parte dell'Impero austro-ungarico). Da giovane cavalcava pony selvaggi nelle tenute del padre. Ma adesso, ridotta a casalinga svogliata e squattrinata, si arrangia prestandosi alle richieste, non sempre inappuntabili, di amici e conoscenti che frequentano casa Fabiani. La madre cerca di convincere Therese a sposare il vecchio conte Benkheim che sarebbe disposto a prendersela in casa e intestarle tutte le sue ricchezze. Ma Therese rifiuta e si innamora di Max, bell'ufficiale dai baffi neri che, passeggiando lungo le rive del fiume, le rivolge sfrontatamente un saluto. Troveranno il modo di frequentarsi e - sia pure per poco - Therese sarà felice tra le sue braccia. Presto però Max inizia un'altra relazione con un'attrice. Therese è costretta a prendere atto di non essere amata, e parte per Vienna.

### Vienna, il lavoro
Sola e senza soldi, cerca impiego come governante. Ha diciotto anni e poca esperienza della vita, ma la grande città dov'era vissuta da piccola, l'atterrisce e la eccita. Incontra per caso Kasimir Tobisch, un poveraccio che suona il flauto e dice di venire dalla Boemia. Therese si rende conto di quanto fasullo sia il personaggio, non è sicura nemmeno che si chiami così. I loro convegni si spostano, da un indirizzo all'altro, in catapecchie della vecchia Vienna dove, quando Therese torna per cercarlo, nemmeno gli inquilini lo conoscono. Anche in questo caso, quasi controvoglia, Therese agisce come in sogno, senza resistere al declino incombente. E resta incinta. Dopo innumerevoli ripensamenti e trattative con diverse mammane, disposte a sgravarla, Therese non decide di abortire. Mette al mondo un figlio che non vuole e lo odia fin dal primo giorno, augurandogli di morire. Schnitzler sviluppa la tematica freudiana del "figlio non amato" e rifiutato dalla madre, che servirà poi a giustificare il tragico finale. Therese deve trovare rapidamente un po' di soldi, pensa anche di vendersi in strada ma intanto controlla ogni giorno gli annunci, per trovare un lavoro come istitutrice. Inizia una lunga carrellata di famiglie che l'assumono e poi la licenziano, o da cui lei stessa si licenzia. L'andamento ripetitivo di queste vicende, narrate in interni borghesi, a prima vista, potrebbe sembrare noioso, ma soddisfa il principio dichiarato nel sottotitolo del libro: "Chronik eines Frauenlebens": letteralmente - "Cronache di vita di una donna" di una donna qualsiasi, in quel periodo, in quei luoghi.

### Il figlio, la morte
Non ha altra scelta che dare il suo neonato a gente di campagna, mentre si guadagna da vivere prendendosi cura dei figli degli altri. Bambini e ragazzi che, a volte, ama, da cui è eventualmente riamata, ma che inesorabilmente scompaiono nella devastante rivoluzione della sua vita, che non trova alcuna base stabile - "le sembrava di essere su un fragile piedistallo...". Fino al punto da imporsi di non amare più nessuno. Nel frattempo il piccolo Franz cresce presso la famiglia di contadini, accudito dalla loro figlia sedicenne, che non brilla certo per virtù. La giovane madre, ormai ventisettenne, lo va a trovare saltuariamente, in cerca di un po' di affetto, tra una relazione e l'altra. Tutte ormai di breve durata. Ritrova a Vienna Alfred, il suo primo amore. Passano qualche notte assieme ma il loro sentimento torna subito nel binario della vecchia amicizia. Anche se le condizioni sociali sono ormai molto diverse: Alfred è uno stimato giovane medico, con famiglia. Therese è sempre più povera e priva di forze. Franz cresce e le sue scappatelle di bambino si trasformano in comportamenti criminali conclamati. Finché, verso i sedici anni, viene arrestato e la madre è costretta ad andarlo a trovare in carcere. La situazione precipita: Franz rinnova le richieste di soldi e i ricatti. Che coinvolgono anche il fratello di Therese, lo "zio" Karl. Questi, avendo fatto carriera in politica, come caporione nazista, non vuole avere nulla a che fare con la sciagurata sorella e il nipote. Therese ha un'ultima occasione, di cui decide di approfittare: un ricco vedovo, avanti con gli anni ma ancora piacente, il signor Wohlschein, vorrebbe sposarla. Si offre di darle subito un piccolo assegno e di spedire Franz in America con il primo piroscafo. Therese, in ogni amplesso con il corpulento fidanzato, rivive gli abbracci dei bei ragazzi con cui è stata. Questa volta decide di piegarsi alle necessità dalla vita: lo sposerà a Pentecoste. Ma Wohlschein muore. Le lascia una piccola somma che scatena la furia omicida del figlio: Franz uccide sua madre, nel tentativo di prenderle quei soldi. Therese muore soffocata, quasi giustificando il figlio per la mancanza di affetto che questi, come lei, ha dovuto subire, fin dal giorno della nascita. Quando lei gli ha augurato di morire. Il giudice, tuttavia - agli albori della psichiatria criminale - decide che questa non può essere considerata una circostanza attenuante. Franz viene condannato a dodici anni di reclusione.

## Recensioni
- «storia di tutti i giorni, nei nostri tempi, di migliaia di donne abbandonate a lor stesse», ..l'acutezza, la precisione psicologica del narratore». - Sibilla Aleramo
- ….E vi torna, in un estremo sforzo di realizzazione, ricorrendo a un episodio inventato nei primi anni della sua letteraria avventura, che accanitamente e misteriosamente vuol trasformare in romanzo: Therese è l'ultimo tentativo, quasi contro sé stesso, lasciato e ripreso, un costringersi alla narrazione al di fuori di ogni puntiglio espressivo, sperimentale o anche solo sognato – un obbligarsi a narrare e quindi legarsi a una forma, un volto, un destino[8].
- Schnitzler, dopo gli anni di Anatol, dimostrerà una sempre maggiore comprensione e simpatia nei confronti delle donne e dei loro problemi, creando indimenticabili personaggi ... Therese dell'omonimo romanzo[9].

## La fatica di vivere
Fino alla fine Therese convive con la sua colpa: «[...] Die Stunde - vielleicht war es nur ein Augenblick gewesen -, in dem sie Mörderin gewesen war, lebte mit so völliger Klarheit wieder in ihr auf, daß sie fast wie etwas Gegenwärtiges erlebte». Il figlio, a sua volta, nel buio e nel digiuno, è condannato a ricordare il suo delitto: «So lautete das Urteil auf zwölf Jahre schweren Kerker, verstärkt durch Dunkelhaft und Fasten an jedem Jahrestage der Tat».
Therese è una donna che vive nell'Austria imperial-regia di oltre un secolo fa'. È una donna sola: una single che presto diventa madre di un figlio senza un padre. Una ragazza madre. È irresoluta: avrebbe potuto sposare un barone, uno stimato psichiatra, un mercante ricco. Avrebbe potuto diventare una discreta pianista, un'insegnante diplomata. Ma quello che realmente le piace è fare la Flâneur lungo i viali della metropoli di allora: Vienna. Le piacciono i convegni amorosi con i bei ragazzi. Le gite in montagna e i soggiorni sui laghi, in compagnia della gioventù dorata. Ma non partecipa veramente a nulla di tutto questo. Rimane appartata, scontrosa o - se socializza - lo fa indossando una maschera. Coglie, di ogni situazione, l'ipocrisia. Nei sentimenti, che non ricambia, avverte le freddezze e la strumentalità. Tutta la sua famiglia, madre, padre, fratello e figlio, non si cura di lei. Nel migliore dei casi c'è un interessamento superficiale, di breve durata, che ricade nella stanchezza, trasformandosi in furia omicida, nel figlio che la vede solo come un portafoglio da aprire. Therese è un personaggio moderno, afflitto da quella incomunicabilità e solitudine esistenziale che, solo molto più tardi - nell'epoca moderna - verrà codificata in trattati e racconti. Il risvolto psicologico di Therese: la desolazione, nella sua banalità, porta senza dilazioni alla tragedia finale. Ma, se anche Therese non fosse morta, poco sarebbe cambiato perché, nonostante le molte avventure, non è mai vissuta.

## Significato letterario
Anche se si svolgono sullo sfondo del tramonto dell'impero asburgico, le storie di Schnitzler sono sorprendentemente contemporanee. Vi sono sviluppati i temi universali della vita, il desiderio di appagamento erotico, la fragilità dell'amore, il desiderio di ricchezza e la brutalità della morte. L'importanza dei sogni o degli stati di trance, i monologhi interiori e le trame rivelatrici, sono tecniche innovative che Schnitzler padroneggia da maestro per svolgere i temi preferiti dei suoi racconti.

## Edizioni
- Arthur Schnitzler, traduzione di B. Giachetti-Sorteni, Passigli Narrativa, 2003, :88-368-0790-1.

- Arthur Schnitzler, Therese, traduzione di A. A. Bradascio, Mondadori, 1987, ISBN 978-88-04-29783-3.

- Schnitzler Arthur, Therese, Goldmann, 2004, ISBN 978-3-442-07747-2.

Therese. Chronik eines Frauenlebens
Arthur Schnitzler: Gesammelte Werke. Die erzählenden Schriften, 2 Bände, Frankfurt a.M.: S. Fischer Verlag, 1961. Erstdruck: S. Fischer Verlag, 1928.
Paperback, 302 pages
Published (first published 1928)
ISBN 3596159172 (ISBN13: 9783596159178)
language German
original title - Therese. Chronik eines Frauenlebens